# Бондаренко, Роман Дмитриевич
Рома́н Дми́триевич Бондаре́нко (укр. Роман Дмитрович Бондаренко; род. 14 августа 1966, Запорожье) — советский и украинский футболист, нападающий, полузащитник.

## Биография
Родился 14 августа 1966 года в Запорожье, УССР.
Всю карьеру провёл в Запорожье. 12 лет, с 1987 по 1999 год отыграл в команде «Торпедо» (Запорожье). В этой команде он был лидером атак и одним из лучших бомбардиров. В советский период выступал во второй лиге СССР. В 1990 выиграл вторую низшую лигу СССР.
С 1992 по 1998 год выступал в Высшей лиге Украины. Сезон 1998/99 провёл в первой лиге. Свой последний сезон в карьере провёл в команде Высшей лиги «Металлург» (Запорожье).
В 1998 Бондаренко принял приглашение Пожечевского выступить за сборную Туркменистана на Азиатских играх в Таиланде. В итоге, он сыграл несколько игр, вышел вместе с командой в 1/4 турнира. Больше за сборную не играл.
Всего в чемпионатах провёл 456 матчей, забил 112 голов. В чемпионатах СССР 194 матча, 50 голов. В Высшей лиге Украины 231 матч, 54 гола. Первой лиге 31 матч, 8 голов.

## Достижения
- Победитель Второй низшей лиги СССР: 1990
- Полуфиналист Кубка Украины (2): 1992, 1993
- Лучший бомбардир в истории запорожского «Торпедо»: 120 забитых мячей.

## Семья
Двоюродный брат футболиста Александра Бондаренко. Сын, Тарас, также профессиональный футболист

## Статистика
| Сезон   | Клуб                  | Лига             | Чемпионат | Чемпионат |
| Сезон   | Клуб                  | Лига             | Игры      | Голы      |
| ------- | --------------------- | ---------------- | --------- | --------- |
| 1987    | Торпедо (Запорожье)   | Вторая лига      | 20        | 0         |
| 1988    | Торпедо (Запорожье)   | Вторая лига      | 49        | 1         |
| 1989    | Торпедо (Запорожье)   | Вторая лига      | 48        | 18        |
| 1990    | Торпедо (Запорожье)   | Вторая низ. лига | 36        | 19        |
| 1991    | Торпедо (Запорожье)   | Вторая лига      | 41        | 12        |
| 1992    | Торпедо (Запорожье)   | Высшая лига      | 17        | 6         |
| 1992/93 | Торпедо (Запорожье)   | Высшая лига      | 30        | 10        |
| 1993/94 | Торпедо (Запорожье)   | Высшая лига      | 32        | 5         |
| 1994/95 | Торпедо (Запорожье)   | Высшая лига      | 33        | 8         |
| 1995/96 | Торпедо (Запорожье)   | Высшая лига      | 34        | 9         |
| 1996/97 | Торпедо (Запорожье)   | Высшая лига      | 29        | 6         |
| 1997/98 | Торпедо (Запорожье)   | Высшая лига      | 30        | 5         |
| 1998/99 | Торпедо (Запорожье)   | Первая лига      | 31        | 8         |
| 1999/00 | Металлург (Запорожье) | Высшая лига      | 26        | 5         |